# Anomis sinensis
Anomis sinensis là một loài bướm đêm trong họ Erebidae.